# Pteronarcys pictetii
Pteronarcys pictetii is een steenvlieg uit de familie Pteronarcyidae. De wetenschappelijke naam van de soort is voor het eerst geldig gepubliceerd in 1873 door Hagen.
De soort komt voor in Noord-Amerika.